# Jan August Kisielewski

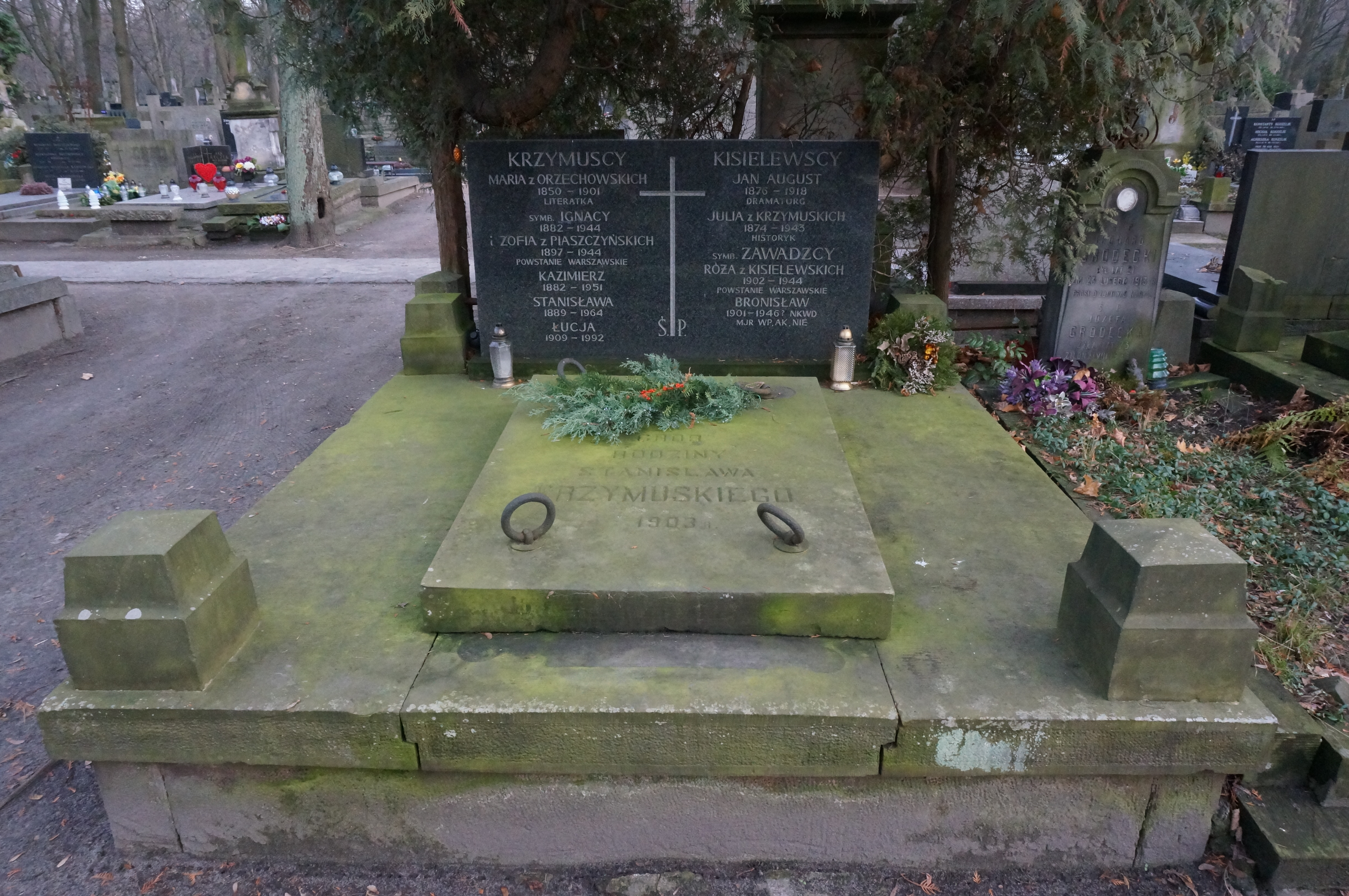
Grób Jana Augusta Kisielewskiego na cmentarzu Powązkowskim

Jan August Kisielewski (ur. 8 lutego 1876 w Rzeszowie, zm. 29 stycznia 1918 w Warszawie) – polski dramatopisarz, znawca i krytyk teatralny, eseista związany z kabaretem Zielonego Balonika.
Jan August Kisielewski uważany jest współcześnie za jedną z najciekawszych indywidualności twórczych Młodej Polski, doskonałego analityka środowisk cyganerii artystycznych oraz przedstawiciela dramatu psychologicznego w literaturze polskiej. Jego dwie sztuki – W sieci i Karykatury – odzwierciedlające konflikt między indywidualizmem artysty a moralnością mieszczańską należą dziś do klasyki teatru modernistycznego.

## Życie
Urodził się w rodzinie nauczycielskiej. Był synem Augusta i Józefy z Szałajków, bratem Zygmunta i stryjem Stefana. Uczył się w gimnazjum w Rzeszowie, później przeniósł się do Tarnowa. Przez rok przebywał w Wiedniu, a po powrocie osiadł w Krakowie. Pracował jako kopista, uczęszczał na Uniwersytet Jagielloński. Na deskach teatru debiutował w 1899 roku. Po pierwszych sukcesach przeniósł się do Paryża, skąd po bezskutecznych próbach podbicia tamtejszych teatrów, wrócił w 1903 roku. Wtedy też założył pismo satyryczne Liberum Veto. W 1906 roku przeniósł się do Warszawy, gdzie zbliżył się do środowisk endecji. Pisywał artykuły i recenzje ogłoszone w tomach Panmusaion i Życie dramatu.. Nasilające się objawy choroby psychicznej coraz częściej uniemożliwiały mu pracę. Zmuszony był przebywać w szpitalach psychiatrycznych. Zmarł 29 stycznia 1918 w Warszawie. Został pochowany na cmentarzu Powązkowskim w Warszawie (kwatera 267-6-1/2).

## Twórczość
Kisielewski zasłynął jako twórca komedio-dramatów realistycznych (Karykatury, W sieci), w centrum zainteresowań stawiając funkcję artysty w społeczeństwie oraz antynomie: artysta – filister, ideał – jego realizacja. Były to zatem tematy bliskie Zapolskiej i Perzyńskiemu, przedstawione jednak ze znacznie większym obiektywizmem i wstrzemięźliwością, co popychało twórczość Kisielewskiego w stronę dramatu psychologicznego, a nie dramatu obyczajowego. Obie sztuki cieszyły się za życia autora sporą popularnością; wielokrotnie wystawiane były m.in. przez Teatr Rozmaitości w Warszawie, Teatr Polski w Poznaniu, Nowe Ateneum (reż. Leon Schiller) oraz teatry w Czechach i Rosji. Sukces obu sztuk zawdzięczał Kisielewski biegłej kreacji „żywych” postaci, zwróceniu uwagi na dwuznaczności postępowań bohaterów, unikanie stereotypowego, czarno-białego kreślenia obrazów oraz ich jednoznacznej oceny – zarówno względem środowisk artystycznych, jak i mieszczańskich. Innowacją Kisielewskiego było również wprowadzenie rozbudowanych didaskaliów upodabniającej się w formie do prozy powieściowej.
Ze skrajnie odmiennym przyjęciem publiczności i krytyki spotkał się ostatni dramat Kisielewskiego Sonata stanowiący zwrot w stronę symbolizmu z elementami prozy poetyckiej. Jak pisał A. Hutnikiewicz: dramat, który sam autor cenił sobie najwyżej, był w istocie literackim i teatralnym nieporozumieniem, eksponującym w karykaturalnej edycji wszystkie najbardziej artystycznie wątpliwe dewiacje przybyszewszczyzny. Utwór powstał pod znacznym wpływem twórczości Stanisława Przybyszewskiego, Augusta Strindberga oraz dramatu metafizycznego, zwiastując upadek młodego twórcy zmagającego się z postępującą chorobą umysłową i twórczą niemocą. Dlatego też Kisielewskiego określa się często jako talent jednego sezonu (J. Tomkowski).
Kisielewski dzięki dwóm debiutanckim sztukom trwale zapisał się do klasyki dramatu polskiego.

### Dramaty
- Parias (1896) – nie zachował się
- Karykatury (1898)
- W sieci (1896)
- Ostatnie spotkanie (1896)
- Sonata (1901)
- Komedia miłości i cnoty (1903) – powstał tylko jeden akt

### Eseje
- O teatrze japońskim (1902)

### Recenzje
- Panmusaion (1906)
- Życie dramatu (1907)